# Stadio Nazionale Chelato Uclés
Lo Stadio Nazionale Chelato Uclés (in spagnolo Estadio Nacional Chelato Uclés) è uno stadio sportivo di Tegucigalpa, capitale dell'Honduras. Usato principalmente per le partite di calcio, ospita le gare interne del Club Deportivo Motagua e del Club Deportivo Olimpia. Ha una capacità di 35 000 posti.

## Storia
Lo stadio fu costruito durante la presidenza di Tiburcio Carías Andino e inaugurato nel 1948.
Nel 1955 ha ospitato il Campionato centroamericano e caraibico di calcio. Nel 1978, lo stadio ha ospitato il girone CONCACAF (Honduras, Messico, El Salvador, Canada, Haiti e Cuba) per le partite di qualificazione ai Mondiali del 1982, che ha visto l'Honduras qualificarsi per la prima volta ai Mondiali. Dal completamento dello Stadio olimpico metropolitano nel 1998, lo Stadio Nazionale non ha più ospitato la maggior parte degli incontri casalinghi della nazionale honduregna.
Il 9 marzo 2022 il Congresso Nazionale dell'Honduras ha rinominato lo stadio come "José de la Paz Herrera Uclés", in onore dell'allenatore, meglio conosciuto come Chelato Uclés, morto l'anno precedente.